# 浦城デジタルテレビ中継局
浦城デジタルテレビ中継局（うらしろデジタルテレビちゅうけいきょく）は、宮崎県延岡市にあるデジタルテレビ中継局である。

## 概要
延岡市浦城町の一部地域を放送区域としている。

## 放送設備

### 所在地
- 宮崎県延岡市浦城町（浦城東方の山）

### 地上デジタルテレビ放送
| ID | 放送局名      | 放送局名      | 物理チャンネル | 空中線電力 | ERP  | 放送対象地域 | 放送区域内世帯数 |
| -- | ------------- | ------------- | -------------- | ---------- | ---- | ------------ | ---------------- |
| 1  | NHK宮崎       | 総合          | 20ch           | 10mW       | 20mW | 宮崎県       | 105世帯          |
| 2  | NHK宮崎       | Eテレ         | 18ch           | 10mW       | 20mW | 全国         | 105世帯          |
| 3  | UMKテレビ宮崎 | UMKテレビ宮崎 | 24ch           | 10mW       | 20mW | 宮崎県       | 105世帯          |
| 6  | MRT宮崎放送   | MRT宮崎放送   | 22ch           | 10mW       | 20mW | 宮崎県       | 105世帯          |

#### 補足
- 2009年11月30日予備免許交付、同12月2日試験放送開始、同12月22日本放送開始[2]。
- 実効輻射電力（ERP）：NHK総合・Eテレ、UMKテレビ宮崎、MRT宮崎放送ともに20mWである[3][4][5][6]。